# Francisco Ceballos
Francisco Ceballos, también como Çaballos, Cevallos, Zaballos y Zavallos, (¿? -Burgos, 1571; fl. 1532-1571), compositor español del renacimiento, fue un maestro de capilla de gran reputación en España, según afirma el musicólogo Hilarión Eslava.

## Vida
Hilarión Eslava, en sus obras Breve memoria histórica de la música religiosa en España (Madrid, 1860) y Lira sacro-hispana (Madrid, 1869), y Leocadio Hernández Ascunce hablan de que es probable de que Rodrigo de Ceballos, maestro de capilla de la Catedral de Córdoba, fuera hermano de Francisco, pero el hecho ha sido rechazado posteriormente. Francisco de Ceballos provenía de una familia de músicos al servicio de la Catedral de Burgos, que tiene su origen en Rodrigo de Ceballos (fl. 1503-1535) el primer maestro de capilla de Burgos, que tuvo dos hijos, Francisco de Ceballos, del que se trata aquí, y Juan de Ceballos (fl. 1532), que fue cantor y capellán en Burgos, este último, padre de Rodrigo de Ceballos (1534-1581), maestro de capilla de la Catedral de Córdoba y la Capilla Real de Granada.
Francisco sucedió a su padre en el cargo de maestro de capilla tras su fallecimiento, hacia 1535, pero ya llevaba varios años ocupando el cargo de forma interina por incapacidad del padre. Sobre 1535 era ya racionero y maestro de capilla de la Iglesia Metropolitana de Burgos. Es el segundo maestro de capilla mencionado en las actas capitulares de la Catedral de Burgos.
Su fallecimiento debió ocurrir hacia 1571, pero desde 1556 ya se le buscó un sustituto en el magisterio por su edad. Se mandó llamar a Rodrigo Ordóñez, maestro de capilla de la Catedral de Zamora, que fue recibido en el cargo el 22 de noviembre de 1556. Ordóñez partió de Burgos en 1559 para ocupar de nuevo el magisterio en Zamora. Le sustituiría Andrés de Villalar, que permaneció en el cargo hasta 1572 para ir a la Catedral de Valladolid con el mismo cargo.

## Obra
No se conservan obras de Ceballos.
Hilarión Eslava y Leocadio Hernández Ascunce hablan de forma errónea de que sus obras estuvieron esparcidas por varias iglesias de España y destacan el motete Intervestibulum. También hablan de que en El Escorial y en Toledo hubo muchos motetes de Cevallos y en el templo del Pilar de Zaragoza se conservó una misa de tercer tono, pero es probable las confundiesen con obras de Rodrigo de Ceballos.